# Hendrik de Iongh

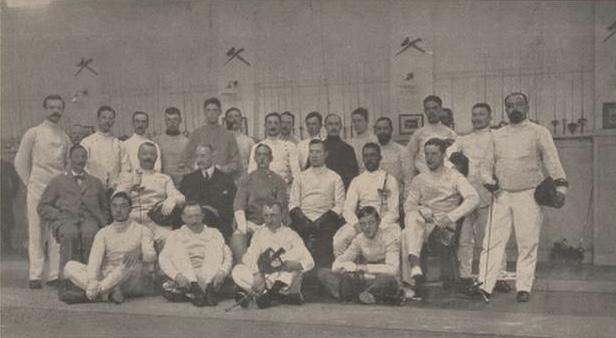
De Olympische schermploeg van 1912. De Iongh staat middenachter, als zevende van links, met snor en het witte buis

Hendrik de Iongh (Dordrecht, 4 augustus 1877 - Den Haag, 9 augustus 1962) was een Nederlands schermer en militair. 
De Iongh was een lid van de Nederland's Patriciaatsfamilie De Iongh, en de oudste van zes zoons van makelaar Hendrik de Iongh (1843-1921) en Adriana Jacoba Aletta Dijkmans (1847-1919). Twee van zijn broers waren ook militair. Hendrik trouwde in 1905 in Breda met Jeanne Leonore Wiercx (1884-1951). Ze kregen twee kinderen.
De Iongh nam deel aan het schermtoernooi van de Olympische Zomerspelen 1912 in Stockholm, waar hij met het Nederlandse sabelteam de finale bereikte. De equipe, die verder bestond uit Jetze Doorman, Arie de Jong, Dirk Scalogne, George van Rossem en Willem van Blijenburgh, eindigde achter Hongarije en Oostenrijk op de derde plaats en won de bronzen medaille. Individueel kwam De Iongh op degen en sabel niet verder dan de voorrondes.
De Iongh was officier bij de Koninklijke Landmacht. Hij was onder andere als luitenant-kolonel vanaf 1 mei 1930 commandant van het Regiment Jagers. Daarna was hij als kolonel vanaf 1933 Inspecteur der Vrijwillige Landstorm. Op 1 november 1936 verliet hij de militaire dienst, en werd hij benoemd tot reserve generaal-majoor, Inspecteur der Vrijwillige Landstorm, wat hij tot t/m 1940 bleef.